# Asymbolus
Asymbolus es un género de tiburones de la familia Scyliorhinidae. 

## Especies
- Asymbolus analis (Ogilby, 1885) [2]
- Asymbolus funebris (Compagno, Stevens & Last, 1999) [3]
- Asymbolus galacticus (Séret & Last, 2008) [4]
- Asymbolus occiduus (Last, Gomon & Gledhill, 1999) [5]
- Asymbolus pallidus (Last, Gomon & Gledhill, 1999) [5]
- Asymbolus parvus (Compagno, Stevens & Last, 1999) [3]
- Asymbolus rubiginosus (Last, Gomon & Gledhill, 1999) [5]
- Asymbolus submaculatus (Compagno, Stevens & Last, 1999) [3]
- Asymbolus vincenti (Zeitz, 1908) [6][7][8][9][10][11]